# Madder Mortem
Madder Mortem – norweska grupa muzyczna wykonująca muzykę z pogranicza metalu progresywnego i gothic metalu. Zespół powstał w 1993 roku w Oslo.

## Dyskografia
- Mercury (1999)
- All Flesh is Grass (2001)
- Deadlands (2002)
- Desiderata (2006)[4]
- My Name Is Silence (EP, 2006)[5]
- Eight Ways (2009)[6]
- Where Dream And Day Collide (EP, 2010)[7]
- Red in Tooth and Claw (2016)[8]

## Teledyski
- „My Name Is Silence” (2006)[9]
- „Armour” (2009, reżyseria: Arnfinn Moseng, Negar Bagheri)[10]
- „Where Dream And Day Collide” (2009)